# Медаль «Жасорат»
Медаль «Жасорат» (узб. Jasorat) — Государственная награда Республики Узбекистан, утверждённая указом Президента Республики Узбекистан № 1044-XII от 5 мая 1994 года.

## Критерии награждения
- Медалью «Жасорат» награждаются военнослужащие, сотрудники Службы национальной безопасности и органов внутренних дел Республики Узбекистан за проявленные храбрость и отвагу при выполнении воинского или служебного долга при обеспечении национальной безопасности республики, охране общественного порядка и борьбе с преступностью[3].

Медалью «Жасорат» могут награждаться граждане Республики Узбекистан или лица, не являющиеся гражданами Республики Узбекистан, за подвиги, совершенные при охране общественного порядка, спасении жизни людей, государственного и общественного имущества во время стихийных бедствий, пожаров и других чрезвычайных ситуаций.
- Медалью «Жасорат» награждает Президент Республики Узбекистан. Указ о награждении медалью публикуется в печати и других средствах массовой информации[5].

- Награждение медалью «Жасорат» производится по представлению Министерства обороны Республики Узбекистан, Службы национальной безопасности Республики Узбекистан, Министерства внутренних дел Республики Узбекистан, Председателя Жокаргы Кенеса Республики Каракалпакстан, хокимов областей и г. Ташкента[3].

- Вручение медали «Жасорат» и соответствующего документа о награждении производится в торжественной обстановке Президентом Республики Узбекистан или от его имени Спикером Законодательной палаты Олий Мажлиса Республики Узбекистан, Председателем Сената Олий Мажлиса Республики Узбекистан, Премьер-министром Республики Узбекистан, Министром обороны Республики Узбекистан, Председателем Службы национальной безопасности Республики Узбекистан, Министром внутренних дел Республики Узбекистан, Председателем Жокаргы Кенеса Республики Каракалпакстан, хокимами областей и города Ташкента, а также другими лицами по поручению Президента Республики Узбекистан.

(статья 4 в редакции Закона Республики Узбекистан от 3 декабря 2004 года, № 714-II — Собрание законодательства Республики Узбекистан, 2004 г., № 51, ст. 514)
- Лица, награждённые медалью «Жасорат», получают единовременное денежное вознаграждение в размере десятикратной минимальной заработной платы.

Лица, награждённые медалью «Жасорат», пользуются льготами, устанавливаемыми законодательством. Медаль «Жасорат» носится на левой стороне груди.
- При посмертном награждении медалью «Жасорат» медаль, документ о награждении и единовременное денежное вознаграждение вручаются семье награждённого.

## Описание
Медаль «Жасорат» изготавливается из медного сплава, покрытого предварительно никелем толщиной 0,5 микрон, а затем золотом толщиной 0,25 микрон. Медаль имеет форму круга диаметром 34 миллиметра. На лицевой стороне медали, покрытой голубой эмалью, на фоне солнца и расходящихся лучей изображен воин на коне, вооруженный щитом и мечом, символизирующий доблесть и мужество. В нижней части медали на красном эмалевом фоне выпуклыми буквами размещено слово «JASORAT». Высота букв 2 миллиметра. Края медали с обеих сторон окаймлены бортиком, с лицевой стороны — дополнительной красной полоской толщиной 0,8 миллиметра. На оборотной стороне медали изображен Государственный герб Республики Узбекистан. Внизу нанесен номер медали вогнутым шрифтом размером 1 миллиметр. Толщина медали 3 миллиметра.
Медаль при помощи ушка и кольца соединяется с пятиугольной колодкой, обтянутой шелковой лентой с трехцветными полосами. Ширина ленты 24 миллиметра. По середине ленты проходит зелёная полоса шириной 4 миллиметра. От неё по обе стороны расположены белые полосы шириной 1 миллиметр. Рядом с белыми полосами проходят зеленые полосы шириной 2 миллиметра и красные полосы шириной 5 миллиметров. По краям ленты проходят зеленые полосы шириной 2 миллиметров. Высота колодки 48 миллиметров, ширина 45 миллиметров. Крепление на булавке.

## Награждения
Известные деятели, награждённые Медалью «Жасорат»:
- Ахунджанов, Сабир Сабирович
- Бабаев, Курбан Латыпович
- Каюмов, Малик Каюмович
- Рахимов, Ибрагим Абдурахимович.